# История ФК ЦСКА (2009—2013)
История ФК ЦСКА (2009—2011) охватывает промежуток времени, начиная с назначения бразильского специалиста Зико на должность главного тренера клуба, по 2013 год. За этот период клуб завоевал два титула и добился наивысшего достижения в еврокубках — выхода в 1/4 финала в Лиги чемпионов в 2010 году.

## Предыстория
В 2001 году ЦСКА возглавил Валерий Газзаев, и в 2003 клуб впервые в своей истории взял чемпионат России. Через два года команда взяла чемпионат и кубок России, а также выиграла Кубок УЕФА, став первой российской командой, взявшей еврокубок. В 2006 «армейцы» завоевали золотые медали РФПЛ, которые оставались для команды последними до 2013 года. В 2008 году Газзаев объявил об уходе из ЦСКА. Комментируя своё решение, он сказал: «Я оставляю после себя отличный, уверенный в себе коллектив. Новый тренер получит команду в золотой обертке». Журналисты окрестили увольнение Газзаева, как новую страницу в истории ЦСКА.

## Сезон 2009
Имя нового главного тренера ЦСКА стало известно лишь за три дня до вылета команды на первый сбор: 9 января 2009 года им стал бразильский специалист Зико. Футбольная общественность сдержанно отреагировала на назначение бразильца на должность тренера, отдав должное его тренерским заслугам, но заявив, что выйти на прежний уровень игры будет очень сложно. 12 января 2009 года ЦСКА отправился на первый сбор в Кейсарию, Израиль. В сборе приняли участие 23 футболиста. Сбор продлился до 27 января. В его течение в команду вернулся после аренды Даниэль Карвальо, а также были а также купленный у «Славии» Томаш Нецид. Другой нападающий — Давил Янчик перешёл на правах аренды в бельгийский «Локерен». В Израиле ЦСКА провёл два товарищеских матча и победил в них. Журналисты отметили потенциал команды и большой выбор хороших игроков. 30 января «красно-синие» отправились на второй сбор, который прошёл в Турции и был последним перед еврокубковыми матчами. Команда провела на нём также 2 матча, в которых одержала победу.

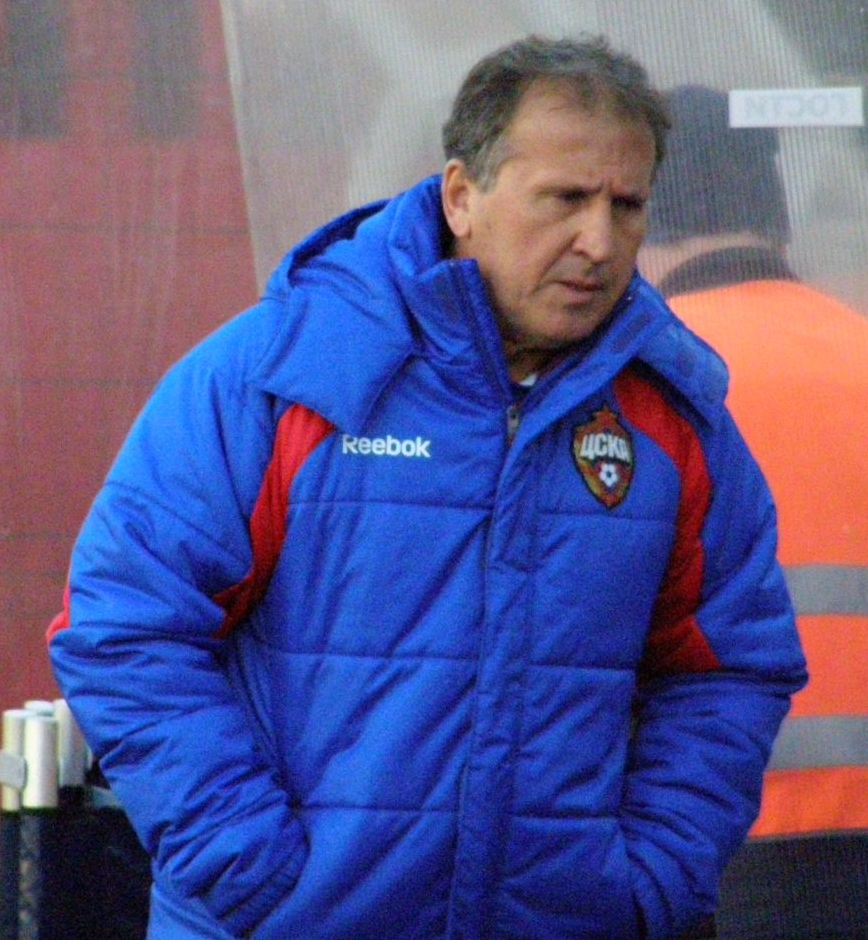
Зико — главный тренер ЦСКА в начале сезона 2009

18 февраля ЦСКА провёл первый в сезоне официальный матч: в первом матче 1/16 финала Кубка УЕФА клуб сыграл с бирмингемской «Астон Виллой». После долгого перерыва физические кондиции красно-синих заметно снизились, в отличие от «вилланов», у которых чемпионат был в самом разгаре. Армейцы больше оборонялись и меньше атаковали, но именно они открыли счёт — уже на 14-й минуте игры Алан Дзагоев вывел Вагнера один на один с вратарём бирмингемцев, и тот поразил правый угол ворот. Хозяева смогли отыграться только на 69 минуте — счет сравнял Карью. Больше голов не было — первый матч так и завершился со счётом 1:1. Ответный матч, который состоялся 26 февраля, завершился со счётом 2:0 в пользу «армейской» команды — голы забили Жирков и Вагнер. Стоит отметить, что в том матче «Астон Вилла» играла полурезервным составом. На следующей стадии ЦСКА встретился с будущим победителем турнира — донецким «Шахтером». Матч прошёл при равной игре обеих команд, но победил ЦСКА со счётом 1:0 за счёт реализованного Вагнером пенальти. В ответной игре ЦСКА уступил со счётом 0:2 и выбыл из розыгрыша кубка.
7 марта ЦСКА сразился с казанским «Рубином» за Суперкубок России. Этим матчем открывался новый футбольный сезон в России. ЦСКА владел преимуществом на протяжении большинства времени, и в первом тайме смог его реализовать — Шемберас открыл счёт в игре. Однако во втором тайме, после исполнения стандарта, «Рубин» сравнял счёт, и игра перешла в дополнительное время. Дебютант ЦСКА Томаш Нецид во втором дополнительном тайме смог реализовать опасный момент и забил победный гол. Таким образом, ЦСКА завоевал четвёртый Суперкубок России в своей истории.

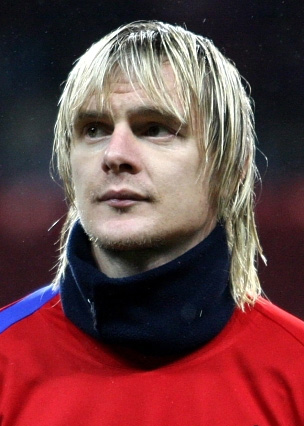
Милош Красич — автор первого хет-трика ЦСКА в сезоне 2009

Восемнадцатый чемпионат России по футболу ЦСКА начал с крупной гостевой победы над подмосковным «Сатурном». Первый гол в матче на 65-й минуте игры забил Дзагоев, а в концовке встречи защитник армейцев Сергей Игнашевич своим «дублем» довел счёт до разгрома — 0:3.
В четвёртом туре чемпионата ЦСКА выиграл с крупным счётом у «Локомотива». Первый гол был забит после исполнения стандарта Дзагоевым на 35-й минуте игры, на 55-й минуте Жирков увеличил отрыв от соперника, на 72-й Дзагоев после навеса Красича сделал дубль, «Локомотив» смог отыграть один мяч на 79-й минуте, когда после навеса со штрафного Баша переправил мяч в ворота Акинфеева, а за три минуты до конца игры новичок армейцев Маазу довёл счёт до разгрома — 4:1. Обыграв «Локо» со счётом 4:1, ЦСКА прервал самую затяжную серию в истории чемпионатов России: лишь в 36-й их очной встрече была зафиксирована крупная победа.
Очередную крупную победу ЦСКА одержал в пятом туре — со счётом 3:0 были повержены подмосковные «Химки». Все три мяча в матче забил Милош Красич.
31 мая в финальном матче Кубка России ЦСКА встречался с «Рубином». Уже на 12-й минуте за фол «последней надежды» был удалён футболист ЦСКА Павел Мамаев. Однако в оставшиеся 77 минут игры футболисты «Рубина» так и не сумели воспользоваться своим преимуществом. Уже в добавленное арбитром время Евгений Алдонин мощно пробил из-за пределов штрафной и забил единственный гол в матче. Таким образом, ЦСКА завоевал свой пятый кубок за семь лет, а трофей навечно остался у клуба.

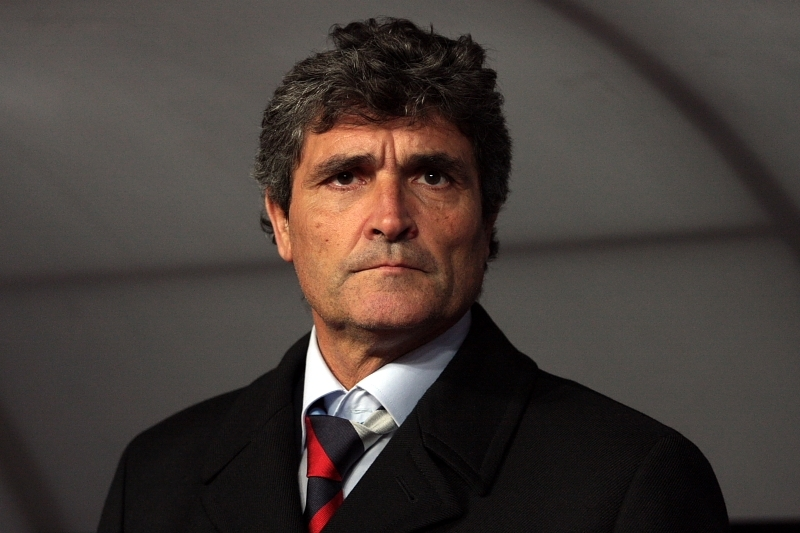
Хуанде Рамос — главный тренер ЦСКА с 10 сентября по 26 октября 2009 года.

8 июля команду покинул Юрий Жирков, перешедший в «Челси» за 20,9 миллионов евро, что стало самым дорогим трансфером российского игрока в истории. 28 августа команда потеряла ещё и лучшего бомбардира прошлого сезона — Вагнера Лава, который был на год отдан в аренду в «Палмейрас».
26 июля ЦСКА потерпел поражение в дерби от «Спартака» (1:2). В последующих матчах ЦСКА также выступал не слишком удачно и опустился на 4 место в турнирной таблице. Несмотря на то, что армейцы одержали победы над «Томью» (2:3), «Амкаром» (1:0) и «Химками» (2:1), поражения от «Локомотива» (2:1) и «Ростова» (1:0) существенно повлияли на турнирное положение команды и практически лишили её шансов занять первое место по итогам сезона.
10 сентября Зико на посту главного тренера ЦСКА сменил Хуанде Рамос. Но в ЦСКА испанский специалист проработал лишь полтора месяца — клуб выступал очень нестабильно, чередуя крупные победы (3:0 над «Крыльями Советов», 3:0 над «Динамо», 4:0 над «Кубанью») с поражениями (0:2 в матче с «Зенитом», 1:3 в матче с ФК «Москва»). Была и ничья (1:1) — с аутсайдером Премьер-Лиги «Спартаком» из Нальчика.
26 октября клуб расторгнул контракт с Рамосом. Новым главным тренером ЦСКА был назначен молодой российский специалист Леонид Слуцкий, в своё время работавший с клубами «Москва» и «Крылья Советов». Первый матч с Слуцким ЦСКА провёл против «Терека» — армейцы победили со счётом 1:0.

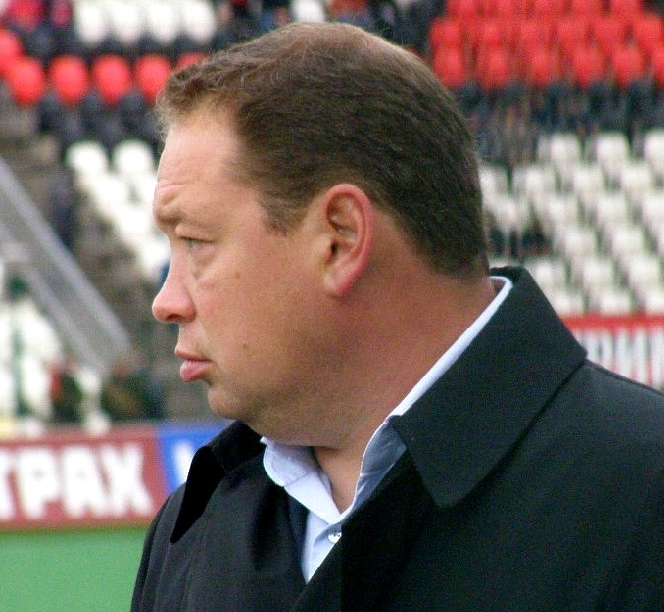
Леонид Слуцкий — главный тренер ЦСКА с 26 октября 2009 года.

21 ноября ЦСКА встречался со «Спартаком». Для обеих команд с точки зрения турнирного положения эта игра была крайне важна. Красно-белые в случае своей победы сохраняли шансы на завоевание золотых медалей чемпионата, а «красно-синим» очки были нужны для попадания в зону еврокубков. Уже в дебюте встречи футболистам «Спартака» удалось открыть счет в матче. На 6-й минуте матча судья Юрий Баскаков назначил пенальти в ворота армейцев, который уверено реализовал Алекс. Позже на заседании экспертно-судейской комиссии пенальти был признан ошибочным. ЦСКА сумел отыграться в конце первого тайма — после навеса Красича Дзагоев сравнял счёт. На 49-й минуте второго тайма удар Нецида вывел «армейцев» в лидеры, однако Веллитон вскоре сравнял счёт. За минуту до конца основного времени матча Томаш Нецид пробил из-за пределов штрафной и принес своей команде победу 2:3, лишив тем самым «красно-белых» надежды на чемпионство.
В заключительном туре ЦСКА обыграл подмосковный «Сатурн» со счётом 3:0 и занял по итогам сезона пятое место, что является худшим показателем команды с 2001 года.
В Лиге чемпионов, где перед ЦСКА была поставлена задача выхода в 1/8 финала, дела также обстояли не лучшим образом — армейцы проиграли «Вольфсбургу» (1:3) и «Манчестер Юнайтед» (0:1), и даже с учётом победы над «Бешикташем» (2:1) выйти из группы стало почти невозможно. Тем не менее, последующие игры — ничья с «Манчестером» (3:3) и победа над «Вольсфбургом» 2:1 — сделали шансы на выход в плей-офф более осязаемыми, и, в итоге, одержав победу над «Бешикташем» со счётом 2:1, ЦСКА вышел в 1/8 финала благодаря победе «Манчестера» над «Вольфсбургом» со счётом 3:1 (в матче с «Бешикташем» «армейцам» было необходимо набирать больше очков, чем «Вольфсбург» добудет с МЮ) Таким образом, осенью 2009 года, ФК ЦСКА впервые в своей истории вышел из группового раунда Лиги чемпионов. Соперником армейцев в 1/8 стала испанская «Севилья».

## Сезон 2010

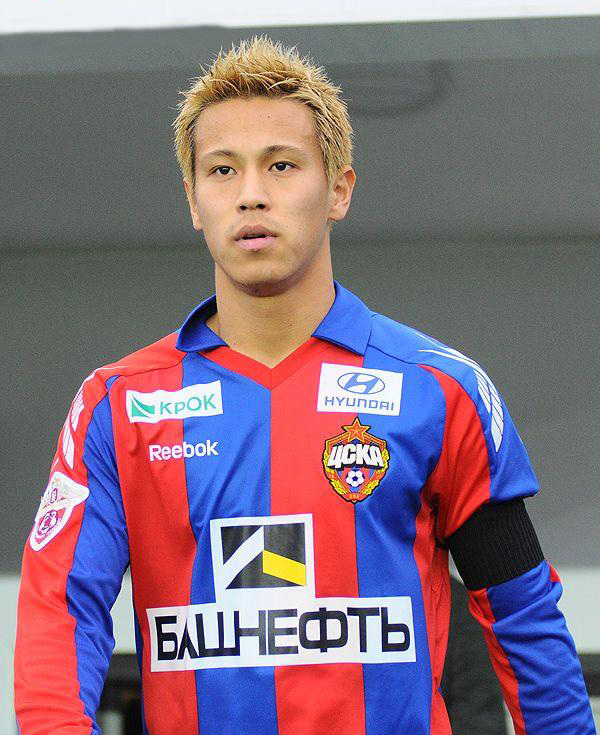
Кэйсукэ Хонда открыл свой счёт голам за ЦСКА в первом матче чемпионата России 2010, забив пермскому «Амкару».

В зимнее межсезонье в команде произошли изменения, к ней присоединились вратарь Чепчугов, защитники Набабкин и Васянович, а также полузащитник Хонда, ставший первым японцем в РФПЛ. Кроме того, перемены затронули часть игроков ЦСКА которые по тем или иным причинам не проходили в состав или имели проблемы с адаптацией, большая часть из них была отправлена в аренду, а Никита Бурмистров и Ганью Осени были проданы соответственно пермскому «Амкару» и тунисскому клубу «Эсперанс».
Первый зимний сбор команда провела в Испании, где ЦСКА сыграл два товарищеских матча с швейцарским «Ксамаксом» и нью-йоркским «Ред Буллом». Оба матча завершились ничьей: 2:2 и 1:1 соответственно. На втором сборе в Испании команда приняла участие в турнире скандинавских команд Copa del Sol. Матчи группового этапа против шведского «Эльфсборга», норвежского «Русенборга» и датского «Оденсе» завершились победами ЦСКА со счётом 3:2, 4:1 и 3:1 соответственно. Таким образом, ЦСКА занял первое место в «красной» группе и вышел в финал турнира, в котором должен был встретиться с донецким «Шахтёром». Однако из-за внезапного ливня поле стало непригодным для игры и травмоопасным. Перенести матч на более позднее время не было возможности, так как обе команды покидали Марбелью на следующий день. В результате было принято решение матч между Шахтёром и ЦСКА отменить, обе команды объявить победителями, а призовой фонд, полагающийся командам за первое и второе места, поделить пополам. На третьем сборе ЦСКА провёл товарищеский матч с «Днепром» из Днепропетровска, в котором проиграл со счётом 3:0.
В феврале 2010 года вышел первый номер ежемесячного журнала «Red-Blue Tribune» и программа «Планета ЦСКА».
Первый официальный матч сезона прошёл 24 февраля в Лужниках. В рамках 1/8 финала Лиги чемпионов ЦСКА принимал испанскую «Севилью». Матч завершился ничьей со счётом 1:1, за ЦСКА на 66 минуте с дальнего удара отличился Марк Гонсалес. Четвёртый сбор, который должен был пройти в Израиле был отменён в связи с тем, что 10 игроков ЦСКА были вызваны в свои национальные сборные. Вместо этого оставшиеся игроки провели товарищеский матч с клубом второго дивизиона «Истра», в котором выиграли со счётом 1:0. Мамаев не реализовал пенальти.
16 марта клуб провёл ответный матч 1/8 финала Лиги чемпионов. Первый гол был забит Томашем Нецидом в конце первого тайма на 39 минуте, а уже через несколько минут Перотти протолкнул мяч в ворота мимо Акинфеева между защитников ЦСКА. Однако на 55 минуте Кэйсуке Хонда со штрафного забил победный гол, после которого «Севилья» не смогла прорвать оборону ЦСКА. Таким образом, ЦСКА впервые в своей истории попал в 1/4 финала Лиги чемпионов. До этого только одному российскому клубу — московскому «Спартаку» в сезоне 1995/96 удавалось достичь аналогичного результата, но в то время отсутствовала стадия 1/8 финала. Соперником ЦСКА стал итальянский «Интер». Первый матч прошёл 31 марта на стадионе «Сан Сиро» в Милане и завершился победой итальянцев со счетом 1:0. Единственный гол во втором тайме забил Диего Милито. 6 апреля состоялся ответный матч на стадионе «Лужники», и в этом матче итальянцы взяли верх над армейцами. Гол забил на 5 минуте Уэсли Снейдер со штрафного удара. Армейцы покинули розыгрыш Лиги чемпионов, а «Интер» стал в итоге победителем турнира.

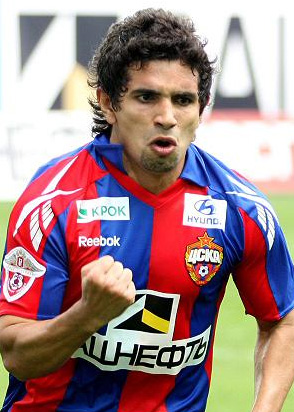
Гильерме, находясь в отпуске на Родине, на следующий день после рождения дочери, вылетел в Казань, вышел в стартовом составе и принял участие в победном голе своей команды.

7 марта проводился матч за Суперкубок России против казанского «Рубина». Преимущество было на стороне ЦСКА, но на 35-й минуте матча Сергей Игнашевич отдал плохой пас на Игоря Акинфеева, и последний неудачно выбил мяч из штрафной. Александр Бухаров принял мяч и не оставил шансов голкиперу армейцев. Матч закончился 1:0. 12 марта, в первом матче чемпионата, на домашней «Арене Химки», армейцы принимали пермский «Амкар». Единственный мяч, на 93 минуте, забил японский легионер Кэйсукэ Хонда, пробив в ближний угол. Этот гол войдет в историю как первый гол японца в российском чемпионате и первый гол в чемпионате России в сезоне 2010. До перерыва на чемпионат мира армейцы провели одиннадцать матчей, в которых одержали семь побед и потерпели два поражения от «Ростова» и «Зенита», ещё два матча, против «Динамо» и «Локомотива» команда сыграла вничью. Наиболее содержательную игру команда показала в матче одиннадцатого тура против казанского «Рубина», который обыграла со счётом 1:0. Этот матч был примечателен ещё и тем, что бразильский форвард ЦСКА Гильерме, находясь в отпуске на родине, на следующий день после рождения дочери вылетел в Казань, вышел в стартовом составе и принял участие в удачно завершившийся голевой атаке своей команды. В дороге нападающий провёл почти сутки, пролетев за это время 13 тысяч километров.
11 июня 2010 года в ЮАР стартовал чемпионат мира. В нём приняли участие шесть армейцев: Милош Красич, Зоран Тошич (сборная Сербии), Кэйсукэ Хонда (Сборная Японии), Чиди Одиа (сборная Нигерии), Марк Гонсалес (сборная Чили) и Сейду Думбиа (сборная Кот-д’Ивуара).
В летнее межсезонье состав ЦСКА пополнился тремя футболистами: нападающими Сейду Думбья, контракт с которым был подписан ещё зимой, вернувшимся из годовой аренды Вагнером, а 15 июня 2010 года было объявлено о подписании контракта с сербским полузащитником Зораном Тошичем, ранее выступавшим за немецкий «Кёльн», права на которого принадлежали английскому клубу «Манчестер Юнайтед». Сумма сделки, по информации спортивной газеты «Спорт-Экспресс», составила 6 миллионов евро. Покинули команду семь футболистов, среди которых были бразилец Гильерме вернувшийся в киевское «Динамо» и серб Милош Красич перешедший в туринский «Ювентус» за 15 млн евро.
С 10 июля возобновился чемпионат России. В первом матче после окончания чемпионата мира ЦСКА встретился с подмосковным «Сатурном» с которым сыграл вничью (1:1). 14 июля ЦСКА провёл матч 1/16 финала кубка России с московским клубом «Торпедо», и обыграл его со счётом 2:0. Первый круг армейцы завершили гостевой победой в столичном дерби с московским «Спартаком». В стартовом составе ЦСКА на поле вышли двое новичков Сейду Думбия и Зоран Тошич, а также вернувшийся из аренды Вагнер Лав. Матч закончился победой красно-синих со счётом 1:2. Эта игра была примечательна тем, что ЦСКА забил все три гола в матче (автогол на счету Василия Березуцкого).

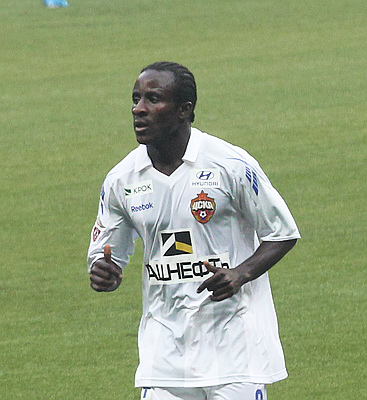
Сейду Думбья. Игра ивуарийского нападающего стала одним из главных открытий чемпионата России 2010.

Второй круг чемпионата команда провела очень уверенно, потерпев всего лишь одно поражение, и имела хорошие шансы обогнать"Зенит" в чемпионской гонке, однако три подряд ничьи с «Рубином», «Сатурном» и «Динамо» поставили ЦСКА в неудобное с турнирной точки зрения положение. Золотые медали первенства могли бы быть разыграны в отложенном на осень матче 18-го тура. «Сине-бело-голубым» для победы в чемпионате достаточно было сыграть с армейцами вничью, но достичь этого в матче с ЦСКА им не удалось. «Красно-синие» открыли счёт в матче на 18-й минуте игры, Вагнер Лав забил гол дальним ударом в «девятку», на 34-й минуте он же, воспользовавшись ошибкой голкипера «Зенита», отдал пас Гонсалесу который удвоил счёт матча. Во второй половине игры Вагнер, в падении, через себя, отпасовал мяч Сейду Думбье, который реализовал выход один на один. Игрокам «Зенита» удалось сократить отрыв в счёте лишь в компенсированное время, отличился Розина. В следующем туре ЦСКА сыграв вничью со «Спартаком-Нальчик», лишился шансов на золотые медали. 20 ноября 2010 года ЦСКА досрочно стал серебряным призёром чемпионата России, в меньшинстве переиграв на своём поле московский «Спартак» со счётом 3:1. В матче против «Томи» свой 100-й гол за армейцев забил Вагнер Лав, установив тем самым абсолютный рекорд по результативности среди легионеров в России.
Свой путь в Лиге Европы ЦСКА начал с победы в раунде плей-офф над кипрским «Анортосисом» (4:0 дома и 2:1 в гостях). После жеребьевке ЦСКА оказался в «группе F», а его соперниками по групповому турниру стали итальянский «Палермо», чешская «Спарта» и швейцарская «Лозанна». Первые три матча турнира против «Лозанны», «Спарты» и «Палермо» завершились с одинаковым счётом 3:0 в пользу ЦСКА. Впервые армейцы пропустили гол в домашнем матче против «Палермо», но во втором тайме смогли склонить чашу весов в свою пользу, итоговый счёт в матче 3:1. В домашней игре с «Лозанной», завершившийся со счётом 5:1, армейцы досрочно, с первого места, оформили выход в весеннею стадию турнира. В последнем, уже ничего ни значившем, для обеих команд, матче, группового турнира, ЦСКА сыграл вничью 1:1 с пражской «Спартой».

## Сезон 2011/2012
В зимнее межсезонье серьёзных изменений в ЦСКА не произошло: команда пополнилась защитником Виктором Васиным (который вскоре выбыл из строя на 6 месяцев), Степаном Рябоконём и взяли в аренду латыша Александра Цауню. Семеро футболистов второго состава были отданы в аренду, а Антон Григорьев был продан «Алании».
На первых предсезонные сборах в Испании команда проводила товарищеские матчи с клубами второго дивизиона Испании «Эльче» (0:0) и «Реал Мурсия» (1:1). Второй сбор армейцы провели в Турции где сыграли против другого представителя РФПЛ — «Томи» (2:2) и одержали первую победу в году одолев со счетом 4:1 донецкий «Металлург». Впоследствии сыграл вничью с новичком Премьер-лиги нижегородской «Волгой» (1:1), а на контрольном сборе уступил «Мордовии» (2:3).

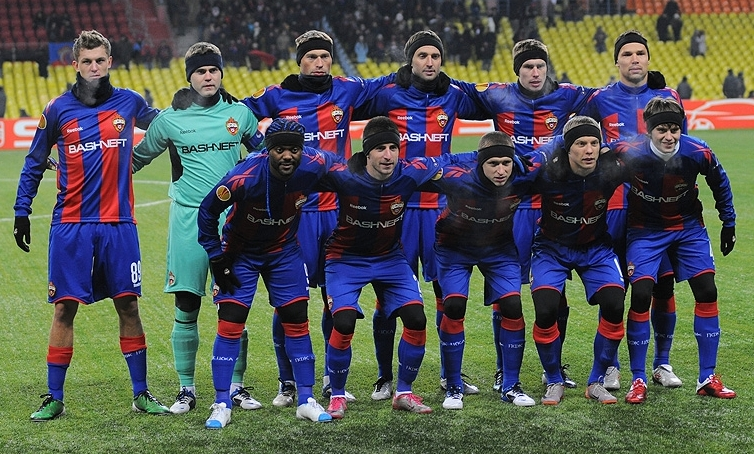
Состав ЦСКА на матче Лиги Европы

18 февраля 2011 года армейцы провели первый официальный матч в сезоне 2011/2012 в рамках Лиги Европы, сыграв на выезде с греческим ПАОК. Матч завершился минимальной победой ЦСКА — Томаш Нецид забил единственный гол в ворота соперника на 29 минуте. Однако ответная игра в «Лужниках» складывалась не лучшим образом для команды: первый тайм обошёлся без голов, но получился очень нервным. Неприятности у «армейцев» появились во втором тайме. Салпингидис в борьбе за мяч нанес травму голкиперу ЦСКА Игорю Акинфееву, которого заменил Сергей Чепчугов. На 67-й минуте ПАОК, воспользовавшись ошибкой Василия Березуцкого, открыл счет. ЦСКА сравнял счет только на 80-й минуте. Зоран Тошич совершил проход в штрафную, где был сбит голкипером ПАОКа. Арбитр назначил пенальти. Удар с «точки» наносил Вагнер Лав. Вратарь парировал выстрел, однако на добивании оказался Игнашевич, вколотивший мяч в сетку. Несмотря на столь сложный матч, ЦСКА вышел в 1/8 Лиги Европы, где его соперником стал португальский «Порту». Первую игру в «Лужниках» армейцы проиграли 0:1 имея, преимущество по ходу матча. Ответная игра в Португалии также успеха не принесла: ЦСКА уступил 1:2, гол за армейцев забил Зоран Тошич. Таким образом ЦСКА вылетел из розыгрыша Лиги Европы.
В Кубке России был повержен «Шинник» (1:0). В 1/4 финала со счетом 2:0 был побежден «Зенит». В обоих матчах отличился Сергей Игнашевич. С трудом ЦСКА прошёл в финал, одолев московский «Спартак» — в основное время матча счет был 3:3, а в серии пенальти сильнее оказались армейцы. 22 мая ЦСКА завоевал 6-й Кубок России в своей истории, став единоличным лидером по этому показателю. В финале армейцы обыграли владикавказскую «Аланию» (2:1). Дубль оформил Сейду Думбия. Таким образом, ЦСКА выиграл единственный оставшийся трофей, разыгрывающийся в год столетия клуба.
В матче за Суперкубок 2011 против «Зенита» армейцы не реализовали множество моментов, и на 73 минуте Алексей Ионов поразил ворота Акинфеева, таким образом «армейцы» вновь не смогли завоевать Суперкубок.
Чемпионат России 2011/2012 армейцы начали с уверенной победы над «Амкаром» (2:0) и после первого круга чемпионата расположились на первом месте турнирной таблицы, потерпев лишь одно поражение от московского «Спартака». К началу второго круга ЦСКА был явным фаворитом в борьбе за чемпионство, однако поражение от «Зенита» (0:2) осложнила задачу команде. Подопечные Слуцкого могли восстановить своё преимущество в матче с «Рубином», но ЦСКА был вынужден отыгрываться весь матч и лишь благодаря голу Дзагоева за секунду до финального свистка удалось сравнять счет и не утратить лидерских позиций.
В летнее трансферное окно команда вновь обошлась без серьёзных приобретений. Изменением в составе было возвращение из аренды нигерийца Маазу и был выкуплен контракт латвийского футболиста Александра Цауня .
В новом кубковом сезоне в 1/16 финала армейцам противостоял «Волгарь-Газпром». ЦСКА потерпел поражение 0:1.
В новой еврокубковой кампании в Лиге чемпионов ЦСКА начал с ничьей 2:2 на выезде с «Лиллем» и поражением 2:3 дома от «Интера».

## Сезон 2012/2013
23 августа 2012 первый матч против клуба АИК армейцы выиграли со счётом 1:0, но в следующем матче сенсационно проиграли 0:2, имея преимущество на протяжении всего матча. В первом круге чемпионата армейцы потерпели только четыре поражения.
В зимнее трансферное окно, в связи с финансовыми трудностями «Фламенго», в команду вернулся нападающий Вагнер Лав, который выступал за армейский клуб с 2004 по 2011 год. 16 января 2013 года он подписал контракт сроком на 3,5 года. Также в аренду ПАОКу был отдан полузащитник Секу Олисе.

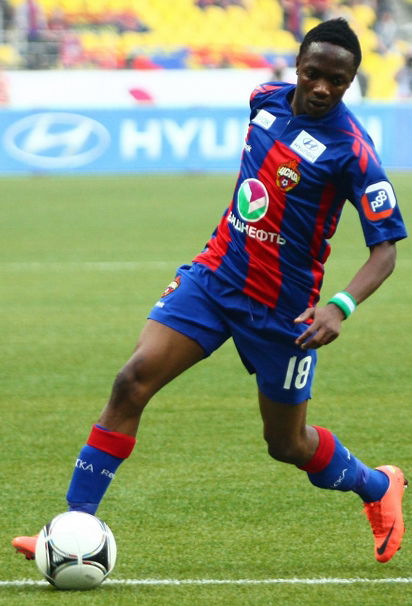
Ахмед Муса — один из ведущих игроков ЦСКА в чемпионском сезоне 2012/2013

18 мая 2013 года ЦСКА принимал на своём поле «краснодарскую Кубань». Матч завершился со счетом 0:0, и ЦСКА досрочно оформил четвёртое чемпионство в чемпионате России. 1 июня 2013 года в Грозном ЦСКА совершил золотой дубль, обыграв в финальном матче за Кубок России «Анжи». После основного и дополнительного времени счет был 1:1, победа пришла после серии пенальти. Это седьмой кубковый трофей команды за российский период истории.
В июле 2013 года ЦСКА купил лучшего футболиста Болгарии 2012 года Георгия Миланова за 2,7 млн евро у «Литекса». Также пятилетний контракт подписал швейцарский футболист Стивен Цубер, бывший игрок клуба «Грассхоппер». Швейцарец обошёлся армейцам в 3,2 миллиона евро. А в последний день трансферного окна армейцы приобрели бразильского нападающего «Ботафого» Витиньо, который провёл неплохой отрезок в Бразилии. Из клуба же за это время ушёл ряд футболистов, которые не смогли себя проявить или попасть в основную обойму — в основном это стали аренды или трансферы в клубы, значительно уступающие армейцам в классе. Покинул клуб и Вагнер Лав, перейдя в китайский «Шаньдун Лунэн».
13 июля в матче за Суперкубок России армейцы уверенно выиграли у «Зенита» со счётом 3:0. Голами отметились Кэйсукэ Хонда (дубль) и Сергей Игнашевич.